# Проклетство
Проклетство је концепт божанске казне и мучења у загробном животу за радње које су почињене, или у неким случајевима, нису почињене на Земљи.
У староегипатској религиозној традицији, грађани би рецитовали 42 негативне исповести Маати док им је срце било одмеравано пером истине. Уколико је срце грађанина теже од пера, прогутао би их Амут.
Зороастризам је развио есхатолошки концепт Последњег суда под називом Фрашокерети где ће мртви бити ускрснути, а праведници газити кроз реку млека, док ће зли бити спаљени у реци растопљеног метала.
Абрахамске религије као што је хришћанство имају сличне концепте верника који се суочавају са судом последњег дана да би се утврдило где ће провести вечност због свог греха. За проклетог човека се каже да је или у паклу, или да живи у држави у којој су раздвојени од небеса и/или у срамоти од Божје наклоности.